# Hingganite-(Y)
La hingganite-(Y) è un minerale appartenente al supergruppo della gadolinite.

## Località di rinvenimento
Cuasso al Monte, in provincia di Varese è una delle località dove è stata rinvenuta la Hingganite-(Y).